# Leif Engqvist
Leif Håkan Ingemar Engqvist (Dalby, 30 luglio 1962) è un ex calciatore e allenatore di calcio svedese, di ruolo centrocampista.